# 神秘的中继站
《神秘的中继站》（Way Station，又译作星际驿站） 是由美国新闻工作者、作家克利福德·D·西马克（Clifford D. Simak）创作的一本科幻小说。最初，小说分为两部分，以《繁星汇聚于此》为题连载于《银河科幻》（Galaxy Science Fiction）的1963年7月号和8月号。《神秘的中继站》获得了1964年雨果奖。

## 故事概要
伊诺克·华莱士是一名美国内战的老兵。内战后，被一位名叫尤利西斯的外星人甄选为地球中继站的管理者。中继站是外星人在星际旅行的过程中经停、中转的站点。这个中继站位于威斯康星州米尔维尔镇附近的一个偏僻的农场里，是由华莱士的房子改造的。华莱士是唯一一名知道外星人的人类，因为管理中继站而孤独生活了一百多年，直到美国政府惊讶他高寿的年龄和年轻的容貌并派人暗中调查他。
银河联邦的政客希望关闭地球的中继站而把资源投入到其他地方。美国政府从华莱士的农场里偷走了一具外星人的尸体。同时，由于一个用于与宇宙精神保持联系的物件丢失，银河文明内部开始变得气氛紧张。
小说中插叙了许多断断续续、相互之间看似没有连续的片段，但这些伏线在故事结尾都相互交织在一起推动了主线故事的发展。

## 风格
西马克将故事背景设定在美国威斯康星州的乡村，通过细腻的笔触描绘了山谷、溪流、农舍等自然景观，赋予故事一种宁静与诗意。主人公是一位隐居的农夫，这种设定一定程度上源于西马克自身的乡村成长经历，与传统科幻小说中常见的都市或太空场景有很大差别。书中认真描摹了晨雾、秋叶和农舍炊烟，传递给读者一种返璞归真的美感。
与科幻黄金时代常见的快节奏冲突不同，西马克更注重情感与哲思的流动。他采用散文式的语言，将主人公的内心独白与外部事件相交织，形成一种“慢科幻”的气质。比如，主角在管理星际中继站的过程中，就常通过静坐、观察自然来反思生命的意义。
西马克有意弱化技术细节，强调科技的人文价值。中继站作为星际交通枢纽，其运作机制仅仅点到为止，而更多笔墨用于描写不同文明通过中继站建立的信任关系。这种处理手法使科技成为推动人性探索的工具。

## 主题
小说从科幻的角度发表了作者对于冷战、人类基本需求和战争暴力的看法。

## 中文版本
- 《神秘的中继站》，翻译：李维屏，杨理达，福建少年儿童出版社于1991年6月在世界科幻小说精品丛书中出版。定价: 3.00。装帧: 平装。ISBN 9787539505497
- 《星际驿站》，翻译：陈珠珠，四川科学技术出版社于2005年10月在世界科幻大师丛书中出版。页数: 227。定价: 18.00元。装帧: 平装。ISBN 9787536458123

## 获奖情况
- 《神秘的中继站》获得1964年 雨果奖。[2]
- 《神秘的中继站》在1966年新奇科幻杂志（Analog Science Fiction and Fact/Astounding Science Fiction）读者调查排名第27位。[3]
- 《神秘的中继站》在1987年轨迹杂志（Locus）读者调查并列排名25位。[4]
- 《神秘的中继站》在1998年轨迹杂志（Locus）读者调查排名31位。[5]

## 衍生作品
2004年瑞尔斯通娱乐公司（Revelstone Entertainment）曾传出有意将其拍摄成电影。